# 유럽 지방 언어·소수 언어 헌장

유럽 지방 언어·소수 언어 헌장(European Charter for Regional or Minority Languages, ECRML)은 1992년 유럽 평의회의 후원 하에 채택된 유럽의 조약(CETS 148)으로, 유럽의 역사적 지역어와 소수언어를 보호하고 홍보하기 위해 만들어졌다.

## 이 헌장으로 보호되는 언어
| 아르메니아 비준: 2002년 1월 25일 - 아시리아어 - 그리스어 - 러시아어 - 쿠르드어 (야지디의 언어) 오스트리아 비준: 2001년 6월 28일 - 부르겐란트주의 크로아티아어 - 슬로베니아어 (케른텐주 및 슈타이어마르크주) - 헝가리어 (부르겐란트, 빈) - 체코어 (빈) - 슬로바키아어 (빈) - 롬어 (부르겐란트) 보스니아 헤르체고비나 비준: 2010년 9월 21일 - 알바니아어 - 몬테네그로어 - 체코어 - 이탈리아어 - 헝가리어 - 마케도니아어 - 독일어 - 폴란드어 - 루마니아어 - 루신어 - 슬로바키아어 - 슬로베니아어 - 튀르키예어 - 우크라이나어 - 유대어 (이디시어, 라디노어) 크로아티아 비준: 1997년 11월 5일 - 체코어 - 헝가리어 - 이탈리아어 - 루신어 - 세르비아어 - 슬로바키아어 - 우크라이나어 키프로스 비준: 2002년 8월 26일 - 아르메니아어 - 키프로스 마론파 아랍어 체코 비준: 2006년 11월 5일 - 슬로바키아어 - 폴란드어 - 독일어 (파트 II만) - 롬어 (파트 II만) 덴마크 비준: 2000년 9월 8일 - 독일어 핀란드 비준: 1994년 11월 9일 - 카렐리야어 - 사미어 - 스웨덴어 (공용어) 독일 비준: 1998년 9월 16일 - 덴마크어 (슐레스비히홀슈타인주) - 고지 소르브어 (작센주) - 저지 소르브어 (브란덴부르크주) - 북프리슬란트어 - 동프리슬란트어 (니더작센주) - 롬어 - 저지 독일어 헝가리 비준: 1995년 4월 26일 - 크로아티아어 - 독일어 - 그리스어 - 루마니아어 - 세르비아어 - 슬로바키아어 - 슬로베니아어 리히텐슈타인 비준: 1997년 11월 18일 - 지역 언어, 소수 언어 없음 룩셈부르크 비준: 2005년 6월 22일 - 지역 언어, 소수 언어 없음 몬테네그로 비준: 2006년 2월 15일 - 알바니아어 - 롬어 네덜란드 비준: 1996년 5월 2일 - 서프리슬란트어 (프리슬란트주) - 림뷔르흐어 (림뷔르흐주) - 네덜란드 저지 작센어 - 롬어 - 이디시어 노르웨이 비준: 1993년 11월 10일 - 사미어 (파트 II, III) - 크벤어 (파트 II만) - 롬어 (파트 II만) - 스칸디나비아 롬어 (파트 II만) 폴란드 비준: 2009년 2월 12일 - 벨라루스어 - 체코어 - 히브리어 - 이디시어 - 카라임어 - 카슈브어 - 리투아니아어 - 루신어 - 독일어 - 아르메니아어 - 롬어 - 러시아어 - 슬로바키아어 - 타타르어 - 우크라이나어 | 루마니아 비준: 2007년 10월 24일 파트 II 적용: - 알바니아어 - 아르메니아어 - 그리스어 - 이탈리아어 - 마케도니아어 - 폴란드어 - 롬어 - 루신어 - 크림 타타르어 - 이디시어 파트 III 적용: - 불가리아어 - 크로아티아어 - 체코어 - 독일어 - 헝가리어 - 러시아어 - 세르비아어 - 슬로바키아어 - 튀르키예어 - 우크라이나어 세르비아 비준: 2006년 2월 15일 - 알바니아어 - 보스니아어 - 불가리아어 - 크로아티아어 - 헝가리어 - 롬어 - 루마니아어 - 루신어 - 슬로바키아어 - 우크라이나어 - 블라크어 슬로바키아 비준: 2001년 9월 5일 - 불가리아어 - 크로아티아어 - 체코어 - 독일어 - 헝가리어 - 폴란드어 - 롬어 - 루신어 - 우크라이나어 슬로베니아 비준: 2000년 10월 4일 - 헝가리어 - 이탈리아어 - 롬어 스페인 비준: 2001년 4월 9일 - 아라곤어 - 아스투리아스레온어 - 바스크어 - 카탈루냐어 - 발렌시아어 - 갈리시아어 스웨덴 비준: 2000년 2월 9일 - 핀란드어 - 메앤키엘리 - 사미어 - 롬어 - 이디시어 스위스 비준: 1997년 12월 23일 - 이탈리아어 - 로만슈어 우크라이나 비준: 2005년 9월 19일 - 벨라루스어 - 불가리아어 - 크림 타타르어 - 가가우스어 - 그리스어 - 독일어 - 헝가리어 - 히브리어 - 몰도바어 - 폴란드어 - 루마니아어 - 러시아어 - 슬로바키아어 영국 비준: 2001년 3월 27일 - 콘월어 - 아일랜드어 - 맨어 - 스코트어 - 스코틀랜드 게일어 - 웨일스어 |

## 같이 보기
- 유럽의 언어
- 유럽 연합의 언어